# Raju
Raju (tidigare MTV 7 i finländsk tjänst) var en finländsk motortorpedbåt av Thornycraft-typ som tjänstgjorde under andra världskriget. Fartyget var byggt i Borgå i Finland.
Thornycraftmotortorpedbåtarna avfyrade sina torpeder genom att fälla dem efter båten och sedan gira undan. Detta kunde vara ganska knepigt i de trånga farvattnen i Finska viken.
År 1942 hade de fyra Thornycroftbåtarna bilder av esskort målade på sina styrhytter. Nuoli hade hjärter ess, Vinha hade klöver ess, Syöksy hade ruter ess och Raju spader ess.
Den 16 maj 1943 var Raju på väg tillbaka från ett minläggningsuppdrag när hon kolliderade med ett bomhinder utanför Björkö och förstördes helt.

## Båtar av klassen
- Syöksy
- Nuoli
- Vinha
- Raju